# Sondalo
Sondalo – miejscowość i gmina we Włoszech, w regionie Lombardia, w prowincji Sondrio, nad rzeką Adda.
Według danych na rok 2004 gminę zamieszkiwało 4498 osób, 46,9 os./km².

## Urodzeni w Sondalo
- Christian De Lorenzi – włoski biathlonista
- Lucia Peretti – włoska łyżwiarka szybka, specjalizująca się w short tracku